# アナと雪の女王/家族の思い出
『アナと雪の女王/家族の思い出』（アナとゆきのじょおう/かぞくのおもいで、原題：Olaf's Frozen Adventure）は、全米で2017年11月22日、日本で2018年3月16日公開のウォルト・ディズニー・アニメーション・スタジオ製作による短編アニメーション映画。

## 概要
2013年公開の『アナと雪の女王』のスピンオフ作品で、2015年公開の『アナと雪の女王 エルサのサプライズ』に続くシリーズ3作目。
ピクサー・アニメーション・スタジオ製作による『リメンバー・ミー』と同時上映。
当初は、ABC局でテレビスペシャルとして放送される予定であったが、出来の良さから劇場公開に変更された。
本作の上映時間は22分であり、ディズニーの同時上映作品で上映時間22分という長さは異例である。
11月22日に公開された全米では、12月8日より本作の併映が取り止めとなった。情報メディアMashableはこの理由を「上映時間が長過ぎることが不評であるから」と報じたが、ディズニーはこれを否定し「本作は以前から期間限定での上映予定であった」と発表した。
なお、オラフを演じていたピエール瀧が2019年3月12日に不祥事で降板したため、アニメ化された作品としては本作が最後の担当となった（最終的な作品は『キングダム ハーツIII』が最後）。

## ストーリー
前作から数か月後の冬。エルサとアナに家族としてのクリスマスの伝統がなかったことに気づいたオラフが、クリスマスを迎える前に伝統を見つけるために冒険に出る。

## 声の出演
- オラフ - ジョシュ・ギャッド（ピエール瀧〈劇場版〉 / 武内駿輔〈2019年版[7]〉）
- アナ - クリスティン・ベル（神田沙也加）
- エルサ - イディナ・メンゼル（松たか子）
- クリストフ - ジョナサン・グロフ（原慎一郎）

## テレビ放映
- 地上波放送・関東地区のみ記載。
- 視聴率はビデオリサーチ調べ。関東地区でのデータ。

| 回数 | 放送局     | 放送枠           | 放送日         | 放送時間    | 放送分数 | 吹替版       | 平均世帯 視聴率 | 備考         |
| ---- | ---------- | ---------------- | -------------- | ----------- | -------- | ------------ | --------------- | ------------ |
| 1    | テレビ朝日 | （なし）         | 2019年1月3日   | 18:30-20:58 | 148分    | 劇場公開版   | 9.1%            | 地上波初放送 |
| 2    | 日本テレビ | 金曜ロードショー | 2024年12月13日 | 21:00-22:54 | 114分    | テレビ朝日版 | 7.2%            | [ 8 ]        |